# Jarlsberg
El Jarlsberg es un queso típico de Noruega elaborado con leche de vaca. Se trata de un queso con una textura muy similar a la mantequilla, de sabor ligeramente dulce. Se utiliza como ingrediente para cocinar o para comer como aperitivo.

## Características
Este tipo de queso se fabricó en Noruega a lo largo del siglo XIX por un emprendedor llamado Anders Larsen Bakke (1815-1899). El nombre de Jarlsberg procede del nombre del condado donde se elaboraba, que a partir de 1918 pasó a llamarse condado de Vestfold. Hacia 1900 la producción de este queso se abandonó. Fue redescubierto por el agrónomo
Ola Martin Ystgaard, que en 1956 comenzó a investigar sobre la posible receta en la Universidad de Agricultura
de Noruega. A partir de 1960 se reanudó la elaboración con la receta que todavía se emplea en la actualidad.
Muy popular en EE. UU., es el número uno de los quesos importados en este país, con unos 30.000 puntos de venta 
en el mercado.